# Рункошев
Рункошев (укр. Рункошів) — село в Каменец-Подольском районе Хмельницкой области Украины.
Население по переписи 2001 года составляло 618 человек. Почтовый индекс — 32382. Телефонный код — 3849. Занимает площадь 2,205 км².

## Местный совет
32337, Хмельницкая обл., Каменец-Подольский р-н, с. Грушка